# Ewald Schauer
Ewald Schauer (* 13. August 1927; † 9. Juli 2018) war ein deutscher Basketballfunktionär, -trainer, -fachbuchautor und Sportphilologe. Er gilt als Pionier des Basketballsports in der Stadt Wedel und ist Gründer des SC Rist Wedel, der zu einem der größten Basketballvereine Deutschlands wurde.

## Leben
Schauer war Lehrer in Uetersen und wechselte 1965 als Lehrer für Deutsch, Philosophie und Sport ans Johann-Rist-Gymnasium nach Wedel. Dort übernahm er das Amt des Fachleiters Sport und führte den Basketballsport im Schulunterricht sowie in Arbeitsgemeinschaften ein, da die örtliche Infrastruktur die Ausübung beliebter Mannschaftssportarten wie Fußball und Handball zunächst nicht zuließ. Daraus entstand der SC Rist Wedel, der im Mai 1968 gegründet wurde. Schauer war Initiator der Gründung und wurde erster Vorsitzender der Vereinsgeschichte. Da er und das weitere Wedeler Lehrerkollegium, das gleichzeitig die Trainer im SC Rist stellte, noch über geringe Basketballkenntnisse verfügten, gewann Schauer den früheren Nationalspieler Gerd Rehder, später auch Hans-Dieter Niedlich als Ausbilder und Gasttrainer.
Unter Schauer als Vorsitzendem setzte der Wedeler Verein von Beginn an auf eine leistungssportliche Ausrichtung und gezielte Talentförderung. Unter Schauer als Jugendtrainer/Sportlehrer gewannen die Mannschaften des Johann-Rist-Gymnasiums mehrfach den Bundeswettbewerb „Jugend trainiert für Olympia“, als Vereinstrainer führte er die B-Jugend des SC Rist Wedel 1980 zum Gewinn des deutschen Meistertitels und 1978 zum Gewinn der deutschen Vizemeisterschaft in der C-Jugend. Er förderte Spieler wie Gernot Guzielski, Ingo Knillmann, Bernd Röder und Dirk Rehder, denen der Sprung in die Jugend-Nationalmannschaften gelang und die später zum Großteil mit dem SC Rist in der 2. Basketball-Bundesliga spielten.
Schauer blieb bis 1977 Vorsitzender des SC Rist Wedel, war danach weiterhin Jugendtrainer und beschäftigte sich ab Mitte der 1980er ausführlich mit der Basketballtechnik, insbesondere dem Wurf. Als Individualtrainer förderte er spätere Bundesliga- und Nationalspieler wie Linda Fröhlich, Alexander Seggelke, André Bade, Robin Grey, Marvin Willoughby, Katharina Kühn, Martin Duggen, Anna Görg und Hanna Green. Seine Erkenntnisse zur Basketballtechnik veröffentlichte Schauer unter anderem in den Fachbüchern „Wurftrainer Basketball“, welches er 2001 herausbrachte, und „Basketball. Die Technikschule“ aus dem Jahr 2006. Hinzu kamen Veröffentlichungen zur Basketballtechnik in den Zeitschriften „Leistungssport“ und „Basketball“. Damit machte er sich in ganz Deutschland in der Basketballlehre einen Namen. In der gezielten Übertragung sportwissenschaftlicher Erkenntnisse in das Basketballtraining mit Schwerpunkt Bewegungswahrnehmung und der Zielsetzung fließender, lockerer Bewegungen galt er in der deutschen Basketballlehre als Vorreiter.
Schauer starb am 9. Juli 2018, kurz nachdem er bei der 50-Jahr-Feier des SC Rist Wedel für seine Verdienste geehrt worden war.
Nach Schauer ist ein Jugendturnier benannt, das vom SC Rist veranstaltet wird.